# Hoya lazaroi
Hoya lazaroi är en oleanderväxtart som beskrevs av Kloppenb. och Siar. Hoya lazaroi ingår i släktet Hoya och familjen oleanderväxter. Inga underarter finns listade i Catalogue of Life.